# Marie Luisa de Rohan
Marie Luisa de Rohan (Marie Luisa Geneviéve; 7. ledna 1720, Paříž – 4. března 1803, Řezno), také známá jako Madame de Marsan, byla guvernantkou krále Ludvíka XVI. a jeho sourozenců. Byla vlivnou postavou u francouzského dvora, hybnou silou Dévotů a konzervativní frakce dvorské šlechty.

## Život
Marie Luisa se narodila jako jediná dcera Julese de Rohan, knížete ze Soubise, a jeho manželky Anny Julie de Melun. Jejími bratry byli Karel, kníže ze Soubise, a František, kardinál ze Soubise.
Po smrti rodičů v roce 1724v Paříži na neštovice žila Marie Luisa s bratry na zámku Versailles u strýce Herkula Mériadeca de Rohan, knížete z Guéméné. Její nejstarší bratr Karel byl o pět let mladší, než král Ludvík XV. a stal se jeho skvělým společníkem.
4. června 1736 se šestnáctiletá Marie Luisa provdala za o rok mladšího Gastona Jana Baptistu Lotrinského, hraběte z Marsanu a Walhaimu. Svatba se konala v kapli hôtel de Mayenne a pár oddal nevěstin prastrýc biskup ze Štrasburku.
V roce 1743 Marie Luisa ve věku 23 let ovdověla, když její manžel zemřel na neštovice. Následně Marie Luisa vedla zbožný a skromný život. Pár neměl žádné děti. Mladá vdova se stala milenkou Louise-Guillauma Le Monnier, lékaře krále Ludvíka XV.

### Královská guvernantka
Od roku 1727 držely post královské guvernantky ženy z rodiny Madame de Marsan. Její prababička Madame de Ventadour byla guvernantkou dětí Ludvíka Francouzského, vévody burgundského, včetně Ludvíka XV., a následně dětí Ludvíka XV. samotného. V roce 1735 Madame de Ventadour na svůj post rezignovala a ten přešel na její vnučku, tetu Madame de Marsan, Marie Isabely de Rohan, vévodkyni z Tallardu.
Když Madame de Tallard v roce 1754 zemřela, byla na pozici své tety jmenována Marie Luisa, která se tak stala guvernantkou dětí Ludvíka XV. Madame de Marsan zůstala v pozici guvernantky po dvacet let a učila také budoucího Ludvíka XVI. a jeho sourozence. Její oblíbenec byl hrabě z Provence; ten jí na oplátku říkal ma chère petite chère amie (má drahá malá drahá přítelkyně). Progresivně se chopila iniciativy, když angažovala markýzu de la Ferté Imbault, dceru madame Geoffrinové, aby vzdělávala princezny ve filozofii, předmětu, který se v té době běžně učili jen chlapci. Vzdělání princezny Alžběty svěřila prakticky podguvernantce (sous gouvernante) Marii Angélique de Mackau, ale mezi žákyněmi byla její oblíbenkyní princezna Klotylda, kterou doprovázela na její cestě na svatbu v Savojsku v roce 1775. Během jejího působení ve funkci královské vychovatelky jí byl udělen byt v paláci Tuileries, který se po ní jmenoval Pavillon de Marsan.
Obecně byla Marie Luisa známá jako Madame de Marsan. Měla vlivné postavení u dvora, kde byla mocnou silou uvnitř Dévotů a strážkyní privilegií své rodiny.
Madame de Marsan se údajně nelíbil sňatek mezi budoucím Ludvíkem XVI. a Marií Antoinettou v roce 1770; pro dauphina byla dala přednost jiné partii a po příjezdu arcivévodkyně do Francie nadále patřila k opozici Marie Antoinetty.
V roce 1776, během masového exodu starší šlechty od dvora kvůli pohrdání Marie Antoinetty dvorskou etiketou, rezignovala na svou pozici. Rezignovala ve prospěch své neteře kněžny z Guéméné.
Usadila se ve svém hôtelu na rue Neuve Saint Augustine v Paříži.

### Pozdější život
V roce 1777 využila Marie Luisa svého vlivu na Ludvíka XVI., aby jmenoval jejího bratrance Louise de Rohan velkým almužníkem Francie.
V roce 1785 neúspěšně na kolenou apelovala na královnu, navzdory jejímu odporu k ní, aby projevila milost jejímu synovci kardinálu de Rohanovi, který byl zapleten do slavné náhrdelníkové aféry.
Marie Luisa se objevila u soudu během případu proti Louisi de Rohan po boku zbytku klanu Rohanů, oblečená v černém, a když dorazili soudci, vstala a prohlásila: "Pánové, přišli jste soudit nás všechny!"
Po vypuknutí francouzské revoluce v roce 1789 emigrovala z Francie. Zemřela v exilu 4. března 1803 ve věku 83 let.

## Vývod z předků
|                      |                                |  |                    |                               |  |  |  |  |  |  |  | Herkules z Montbazonu |
|                      |                                |  |                    |                               |  |  |  |  |  |  |  |                       |
|                      | František de Rohan             |  |                    |                               |  |  |  |  |  |  |  |                       |
|                      |                                |  |                    |                               |  |  |  |  |  |  |  |                       |
|                      |                                |  |                    | Marie de Bretagne d'Avaugour  |  |  |  |  |  |  |  |                       |
|                      |                                |  |                    |                               |  |  |  |  |  |  |  |                       |
|                      | Herkules Mériadec de Rohan     |  |                    |                               |  |  |  |  |  |  |  |                       |
|                      |                                |  |                    |                               |  |  |  |  |  |  |  |                       |
|                      |                                |  |                    | Henri Chabot                  |  |  |  |  |  |  |  |                       |
|                      |                                |  |                    |                               |  |  |  |  |  |  |  |                       |
|                      | Anna de Rohan-Chabot           |  |                    |                               |  |  |  |  |  |  |  |                       |
|                      |                                |  |                    |                               |  |  |  |  |  |  |  |                       |
|                      |                                |  |                    | Markéta de Rohan              |  |  |  |  |  |  |  |                       |
|                      |                                |  |                    |                               |  |  |  |  |  |  |  |                       |
|                      | Jules de Rohan                 |  |                    |                               |  |  |  |  |  |  |  |                       |
|                      |                                |  |                    |                               |  |  |  |  |  |  |  |                       |
|                      |                                |  |                    | Charles de Lévis              |  |  |  |  |  |  |  |                       |
|                      |                                |  |                    |                               |  |  |  |  |  |  |  |                       |
|                      | Louis Charles de Lévis         |  |                    |                               |  |  |  |  |  |  |  |                       |
|                      |                                |  |                    |                               |  |  |  |  |  |  |  |                       |
|                      |                                |  |                    | Marie de La Guiche            |  |  |  |  |  |  |  |                       |
|                      |                                |  |                    |                               |  |  |  |  |  |  |  |                       |
|                      | Anne Geneviève de Lévis        |  |                    |                               |  |  |  |  |  |  |  |                       |
|                      |                                |  |                    |                               |  |  |  |  |  |  |  |                       |
|                      |                                |  |                    | Filip de La Mothe-Houdancourt |  |  |  |  |  |  |  |                       |
|                      |                                |  |                    |                               |  |  |  |  |  |  |  |                       |
|                      | Madame de Ventadour            |  |                    |                               |  |  |  |  |  |  |  |                       |
|                      |                                |  |                    |                               |  |  |  |  |  |  |  |                       |
|                      |                                |  |                    | Louise de Prie                |  |  |  |  |  |  |  |                       |
|                      |                                |  |                    |                               |  |  |  |  |  |  |  |                       |
| Marie Luisa de Rohan |                                |  |                    |                               |  |  |  |  |  |  |  |                       |
|                      |                                |  |                    |                               |  |  |  |  |  |  |  |                       |
|                      |                                |  | Guillaume de Melun |                               |  |  |  |  |  |  |  |                       |
|                      |                                |  |                    |                               |  |  |  |  |  |  |  |                       |
|                      | Alexandre Guillaume de Melun   |  |                    |                               |  |  |  |  |  |  |  |                       |
|                      |                                |  |                    |                               |  |  |  |  |  |  |  |                       |
|                      |                                |  |                    | Ernestine d'Arenberg          |  |  |  |  |  |  |  |                       |
|                      |                                |  |                    |                               |  |  |  |  |  |  |  |                       |
|                      | Ludvík de Melun                |  |                    |                               |  |  |  |  |  |  |  |                       |
|                      |                                |  |                    |                               |  |  |  |  |  |  |  |                       |
|                      |                                |  |                    | Henri de Chabot               |  |  |  |  |  |  |  |                       |
|                      |                                |  |                    |                               |  |  |  |  |  |  |  |                       |
|                      | Jeanne Pelagie de Rohan-Chabot |  |                    |                               |  |  |  |  |  |  |  |                       |
|                      |                                |  |                    |                               |  |  |  |  |  |  |  |                       |
|                      |                                |  |                    | Markéta de Rohan              |  |  |  |  |  |  |  |                       |
|                      |                                |  |                    |                               |  |  |  |  |  |  |  |                       |
|                      | Anna Julie de Melun            |  |                    |                               |  |  |  |  |  |  |  |                       |
|                      |                                |  |                    |                               |  |  |  |  |  |  |  |                       |
|                      |                                |  |                    | Karel II. z Elbeufu           |  |  |  |  |  |  |  |                       |
|                      |                                |  |                    |                               |  |  |  |  |  |  |  |                       |
|                      | František Marie Lotrinský      |  |                    |                               |  |  |  |  |  |  |  |                       |
|                      |                                |  |                    |                               |  |  |  |  |  |  |  |                       |
|                      |                                |  |                    | Kateřina Henrietta Bourbonská |  |  |  |  |  |  |  |                       |
|                      |                                |  |                    |                               |  |  |  |  |  |  |  |                       |
|                      | Élisabeth Thérèse de Lorraine  |  |                    |                               |  |  |  |  |  |  |  |                       |
|                      |                                |  |                    |                               |  |  |  |  |  |  |  |                       |
|                      |                                |  |                    | Karel IV. Lotrinský           |  |  |  |  |  |  |  |                       |
|                      |                                |  |                    |                               |  |  |  |  |  |  |  |                       |
|                      | Anna Lotrinská                 |  |                    |                               |  |  |  |  |  |  |  |                       |
|                      |                                |  |                    |                               |  |  |  |  |  |  |  |                       |
|                      |                                |  |                    | Béatrix de Cusance            |  |  |  |  |  |  |  |                       |
|                      |                                |  |                    |                               |  |  |  |  |  |  |  |                       |